# 上園彩結音
上園 彩結音（うえぞの あゆね、2月16日 -）は、日本の作詞家。井筒日美の別名義である。大阪府在住。

## 来歴・人物
作詞家・井筒日美の別名義。本名の井筒日美で作詞活動を続けていたところ、作曲家・伊藤賢治にめぐり逢い、オンラインRPGのイメージソングにと声が掛かる。しかしながらやむなき事情から別名義でのリリースとなる。それがきっかけで上園彩結音の名が誕生し、その後、本名と同時進行で活動の幅を広げている。上園名義では、得意とする古語や季語を織り交ぜた和の世界や、対極となる異国情緒溢れる世界観の他、ダークファンタジーや神話の世界をモチーフに、宗教的哲学的観点も含めて掘り下げた人生観、死生観などの表現を展開している。
主には薄桜鬼シリーズをメインとした乙女ゲームに深く関わっている吉岡亜衣加、mao等に数多く提供。

## 主な作詞提供

### アーティスト
- 吉岡亜衣加「夢色シャボン玉」「心絵綴り」「果てなき肖像」「暁前夜」
- YURiKA「AKATSUKI DEPARTURE」
- ヒーボ×micco「媚薬Simulation」
- ヒーボ×城所葵「SAMUSARA AKASHA」　他

### ゲーム

#### 薄桜鬼シリーズ
各主題歌は、特記されているもの以外吉岡亜衣加が歌を担当している。
- PSP『薄桜鬼ポータブル』
  - 想い出はそばに （エンディングテーマ）
- PS2『薄桜鬼 随想録』
  - 花びらの刻 （オープニングテーマ）
  - 空の鏡 （エンディングテーマ）
- ニンテンドーDS『薄桜鬼DS』
  - ひとしずく （エンディングテーマ）
- PSP『薄桜鬼 遊戯録』
  - 青空ボタン （オープニングテーマ）
- PS3『薄桜鬼 巡想録』
  - 紅い蜃気楼 （オープニングテーマ）
  - 約束の空 （エンディングテーマ）
  - 夕凪に願いを （随想録エンディングテーマ）
- PS2『薄桜鬼 随想録ポータブル』
  - 時の栞 （オープニングテーマ）
  - 光の蝶 （エンディングテーマ）
- PS2『薄桜鬼 黎明録』
  - 風遙か （オープニングテーマ）
  - 今日の永遠 （エンディングテーマ）　歌 - mao
  - 消えない虹 （エピローグソング）
- ニンテンドーDS『薄桜鬼 随想録DS』
  - はじまりの詩 （エンディングテーマ）
- ニンテンドーDS『薄桜鬼 遊戯録DS』
  - 風色ステップ （オープニングテーマ）
- PSP『薄桜鬼 黎明録ポータブル』
  - 光彼方 （オープニングテーマ）
  - 悠久の夜明け （エンディングテーマ）
- ニンテンドー3DS『薄桜鬼3D』
  - 星標 （オープニングテーマ）
- PSP『薄桜鬼 幕末無双録』
  - 太陽が生まれる場所 （エンディングテーマ）
- ニンテンドーDS『薄桜鬼 黎明録DS』
  - 夢さやか （オープニングテーマ）
- PS3『薄桜鬼 黎明録 名残り草』
  - 遙かな稲妻 （オープニングテーマ）
  - 風は憶えてる （エンディングテーマ）　歌 - ヲタみん
- PSP『薄桜鬼 遊戯録弐』
  - 夢・彩・とりどり （オープニングテーマ）
  - 今日に約束 （エンディングテーマ）
  - まなざしの空 （挿入歌）　歌 - mao
- iOS＆Android用アプリ『薄桜鬼 懐古録』
  - 夢待ちの季節 （オープニングテーマ）
  - 虹織る調べ （エンディングテーマ）
- PS Vita『薄桜鬼 鏡花録』
  - 桜の轍 （オープニングテーマ）
  - 永い余白を越えて （エンディングテーマ）
- iOS＆Android用アプリ『薄桜鬼』
  - 白き誓い （オープニングテーマ）
  - 優しさの隣で （エンディングテーマ）
- PS Vita『薄桜鬼 随想録　面影げ花』
  - 風光る結晶 （オープニングテーマ）
  - 星と真珠と夢と （エンディングテーマ）
- PS Vita『薄桜鬼 黎明録 思馳せ空』
  - 星篝り （オープニングテーマ）
  - 願い雫 （エンディングテーマ）　歌 - mao
- PS Vita『薄桜鬼 遊戯録　隊士達の大宴会』
  - アコガレ玉手箱 （オープニングテーマ）
  - くす玉ハート （エンディングテーマ）
  - 逆転のウヱーブ （挿入歌）
- 『薄桜鬼ドラマCD〜寒桜絵巻〜』
  - ひとひら花便り （テーマソング）
- 『薄桜鬼ドラマCD〜会津隠密帳〜』
  - 刻の透かし絵 （テーマソング）
- 『薄桜鬼ドラマCD〜新選組鬼譚〜』
  - 飛沫の花 （テーマソング）
- 『薄桜鬼ドラマCD〜近藤さんの悩みの種〜』
  - 最涯ての地図 （テーマソング）

#### いざ、出陣！恋戦シリーズ
- iPhoneアプリ『いざ、出陣！恋戦 一幕・回想録』
  - 螺旋の祈り（オープニングテーマ）　歌 - ヲタみん

#### STELLA GLOW
- 「歌魔法」
  - 「赤い銀河」　歌：モルディモルト（cv.新田恵海）
  - 「伝説の海へ」　歌：リゼット（cv.南條愛乃）
  - 「雷火來夜」　歌：サクヤ（cv.榊原ゆい）
  - 「冥闇ヲ割ル光」　歌：ヒルダ（cv.田村ゆかり）

#### オメガラビリンス
- 「キャラクターソング」
  - 「蒼きペルソナ」　歌：蒼社紗衣里（cv.M・A・O）
  - 「紅迷路」　歌：翠川真理華（cv.小林ゆう）

#### アイドルデスTV
- 「テーマソング」
  - 「ポジティブ☆絶対値」　歌：上間江望、浅倉杏美、久保ユリカ、芹澤優、西 明日香、M・A・O、立花理香）
- 「キャラクターソング」
  - 「VIVA！オトメ☆」　歌：茅ヶ崎千春（CV：上間江望）
  - 「雫に咲く花」　歌：烏丸理都（CV：西明日香）

### アニメ

#### テニスの王子様シリーズ
- 企画CD
  - Funky×Glory 雪合戦　歌 - 柳生比呂士＆丸井ブン太
  - Passion　歌 - 忍足侑士＆向日岳人
  - 世界はトランポリン　歌 - 田仁志 慧

### その他タイアップ
- ひだまり、咲いた　歌 - mao
- 空色ダイヤモンド　歌 - Rita
- 織田かおり
- 片霧烈火
- 榊原ゆい　他

## 著書
- 『ゼロからの作詞入門～プロ直伝の考え方とテクニック～』（ヤマハミュージックメディア）※本名の「井筒日美」で執筆。

## 雑誌掲載
- 『DTMマガジン』2014年4月号　「島崎流3 THE VOiCE」島崎貴光との対談インタビュー